# Kode9
Kode9 (nacido Steve Goodman en Glasgow, Escocia) es un músico radicado en Londres dedicado a la música electrónica como productor, DJ y dueño del sello discográfico Hyperdub. El MC The Spaceape solía colaborar habitualmente con él. 
Su carrera se inspira en lo que algunos periodistas y productores han dado en llamar el "hardcore continuum", aunque también toma elementos de la música dub. Es uno de los primeros impulsores de la escena dubstep (que él ve como una continuación de toda una serie de desarrollos cuyo origen está en el UK hardcore). Aparece en el recopilatorio Grime publicado por Rephlex, y ha publicado el álbum largo Memories of the Future (feat. The Spaceape) en su propio sello Hyperdub. 
Kode9 tiene un doctorado en filosofía por la Universidad de Warwick y ha publicado un libro, Sonic Warfare: Sound, Affect, and the Ecology of Fear.

## Discografía

### Álbumes
- Memories of the Future - Hyperdub - 2006 (con The Spaceape)

### DJ Mixes
- DJ Kicks - Hyperdub - 2010